# استان ایکا
استان ایکا (به اسپانیایی: Provincia de Ica) یک استان در پرو است که در منطقه ایکا واقع شده‌است. استان ایکا ۷٬۸۹۴٫۲۵ کیلومتر مربع مساحت و ۲۹۷٬۷۷۱ نفر جمعیت دارد.